# 6 marca
6 marca jest 65. (w latach przestępnych 66.) dniem w kalendarzu gregoriańskim. Do końca roku pozostaje 300 dni.

## Święta
- Imieniny obchodzą: Będzimysł, Biedrzysław, Cymbarka, Cyryl, Eugenia, Frydolin, Jordan, Jordana, Koleta, Konon, Róża i Wiktor.
- Ghana – Święto Niepodległości
- Norfolk – Dzień Utworzenia
- państwa członkowskie Unii Europejskiej
  - Europejski Dzień Logopedy[1] (fr. CPLOL, zał. 8 marca 1988 r. – Komitet Łącznikowy Terapeutów Mowy /Logopedów Unii Europejskiej, Polska od 2007, w dzień wspomnienia św. Marcjana z Tortony, patrona logopedów)
  - Europejski Dzień Pamięci o Sprawiedliwych, czyli osobach, które ratowały Żydów w czasie Holocaustu (ustanowiony 10 maja 2012 r. decyzją Parlamentu Europejskiego z inicjatywy włoskiego Komitetu Światowego Ogrodu Sprawiedliwych – Gariwo)[2]
- Teksas – Dzień Alamo
- Wspomnienia i święta w Kościele katolickim obchodzą[3][4]:
  - bł. Łucja z Caltagirone (zakonnica)
  - św. Marcjan z Tortony (biskup i męczennik)
  - św. Olegariusz (biskup)
  - św. Róża z Viterbo

## Wydarzenia w Polsce

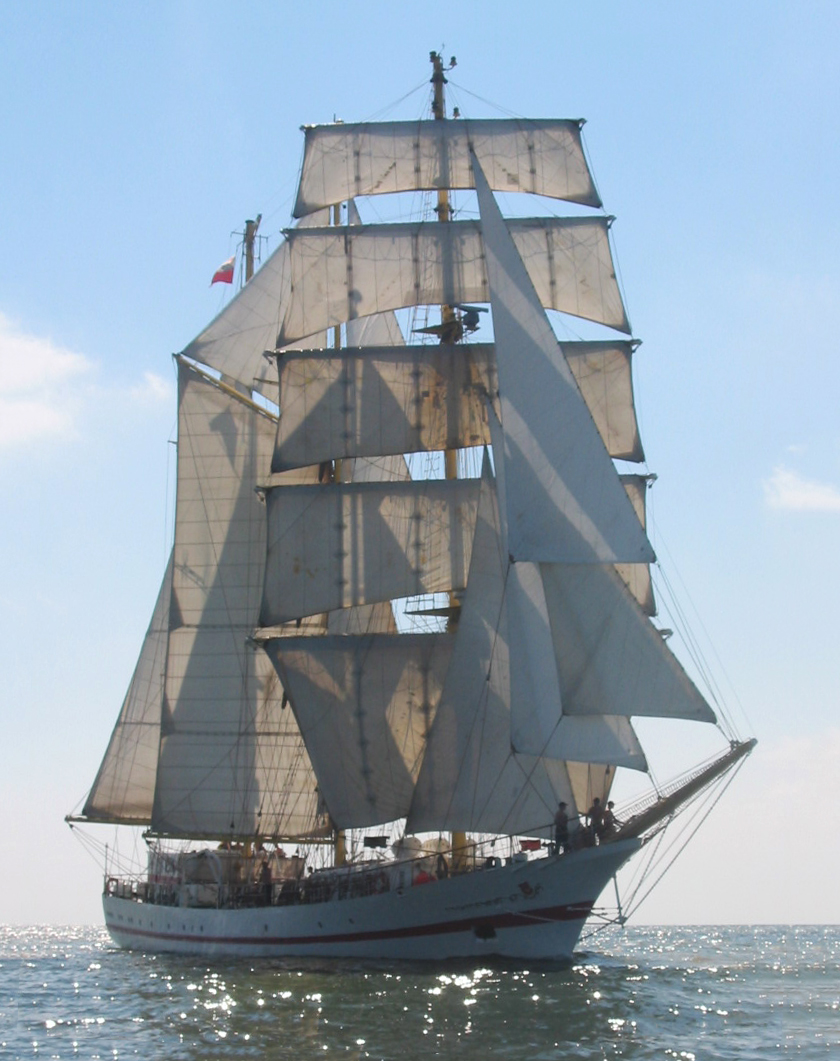
brygantyna ORP „Iskra”

- 1454 – Król Kazimierz IV Jagiellończyk wydał przywilej inkorporacyjny na mocy którego Prusy i Pomorze Gdańskie wcielono do Polski.
- 1509 – Pacyna uzyskała prawa miejskie.
- 1636 – W okolicy wsi Dąbrowa Łużycka spadł meteoryt.
- 1672 – Spłonął doszczętnie szpital św. Ducha w Choszcznie.
- 1794 – Filip Nereusz Lichocki został prezydentem Krakowa.
- 1898 – Na ulice Poznania wyjechał pierwszy tramwaj elektryczny.
- 1918 – Jan Kanty Federowicz został prezydentem Krakowa.
- 1919 – Została powołana Rada Wojskowa.
- 1929 – Wanda Grabińska została pierwszą kobietą na stanowisku sędziowskim w Polsce.
- 1930:
  - Premiera filmu Dusze w niewoli w reżyserii Leona Trystana.
  - W Sanoku odbył się tzw. Marsz Głodnych.
- 1932 – Rozpoczął się II Międzynarodowy Konkurs Pianistyczny im. Fryderyka Chopina.
- 1934 – Stanisław Ignacy Witkiewicz ukończył pisanie dramatu Szewcy.
- 1940 – Gestapo aresztowało w Toruniu przywódców Polskiej Akcji Niepodległościowej.
- 1942 – Żołnierz AK Józef Mierzyński zastrzelił w Zgierzu w obronie własnej dwóch gestapowców. W odwecie 20 marca Niemcy rozstrzelali w mieście 100 Polaków przywiezionych z łódzkich więzień.
- 1944 – W Kurowie koło Puław Niemcy w publicznej egzekucji rozstrzelali 42 i powiesili 6 osób.
- 1945:
  - Armia Czerwona zajęła Grudziądz.
  - Gen. Iwan Sierow został mianowany doradcą NKWD przy Ministerstwie Bezpieczeństwa Publicznego.
- 1966 – W Filharmonii Narodowej w Warszawie odbył się ostatni występ Chóru Eryana.
- 1970 – Premiera filmu Sól ziemi czarnej w reżyserii Kazimierza Kutza.
- 1976 – Otwarto Muzeum Karola Szymanowskiego w willi „Atma” w Zakopanem.
- 1982 – Zwodowano żaglowiec szkoleniowy Marynarki Wojennej ORP „Iskra”.
- 2003 – 2 antyterrorystów i 2 przestępców zginęło, a 18 funkcjonariuszy zostało rannych w strzelaninie w Magdalence pod Warszawą.

## Wydarzenia na świecie
- 12 p.n.e. – Cesarz rzymski Oktawian August, po śmierci dotychczasowego piastuna tej godności Lepidusa, został wybrany najwyższym kapłanem (pontifex maximus).
- 1204 – Król Anglii Jan bez Ziemi utracił zamek Château Gaillard w Normandii na rzecz króla Francji Filipa II Augusta.
- 1429 – Na zamku w Chinon doszło do pierwszego spotkania Joanny d’Arc z królem Francji Karolem VII Walezjuszem.
- 1446 – Wojna domowa w Szwajcarii: zwycięstwo wojsk związkowych nad habsburskimi w bitwie pod Ragaz.
- 1447 – Kardynał Tommaso Parentucelli został wybrany na papieża i przybrał imię Mikołaj V.
- 1521 – Ferdynand Magellan dotarł do wysp Guam i Rota w archipelagu Marianów.
- 1537 – Traktat o władzy i prymacie papieża Filipa Melanchtona został przyjęty jako oficjalny dokument związku szmalkaldzkiego. Traktat wszedł w skład Księgi zgody, zbioru ksiąg wyznaniowych luteranizmu.
- 1629 – Cesarz Niemiec Ferdynand II Habsburg wydał edykt restytucyjny, na mocy którego wszystkie biskupstwa przejęte od 1552 roku przez protestantów miały powrócić do rąk katolików.
- 1642 – Papież Urban VIII potępił tezy flamandzkiego biskupa Corneliusa Jansena, uznając je za herezję.
- 1645 – Wojna trzydziestoletnia: zwycięstwo wojsk szwedzkich nad niemieckimi w bitwie pod Jankowem koło Pragi.
- 1665 – W Londynie ukazało się pierwsze wydanie istniejącego do dzisiaj czasopisma naukowego „Philosophical Transactions of the Royal Society”.
- 1707 – Królowa Anna wyraziła w Izbie Lordów zgodę na przyjęcie ustawy ratyfikującej unię realną między Anglią i Szkocją; weszła w życie 1 maja 1707, tworząc Zjednoczone Królestwo Wielkiej Brytanii.
- 1748 – Cesare Cattaneo Della Volta został dożą Genui.
- 1788 – Na wyspę Norfolk na Pacyfiku przypłynęło pierwszych 23 osadników (w tym 15 skazańców) na czele z porucznikiem Philipem Gidleyem Kingiem.
- 1799 – IV wojna z Królestwem Majsur: zwycięstwo wojsk brytyjskich w bitwie pod Seedaseer.
- 1815 – Niemiecki astronom Heinrich Wilhelm Olbers odkrył kometę okresową 13P/Olbers.
- 1820 – Prezydent USA James Monroe podpisał tzw. Kompromis Missouri.
- 1831 – W Teatro Carcano w Mediolanie odbyła się premiera opery Lunatyczka Vincenza Belliniego.
- 1834 – Toronto otrzymało prawa miejskie.
- 1836 – Rewolucja teksańska: wojska meksykańskie zdobyły fort Alamo i dokonały rzezi obrońców.
- 1849 – Wojska haitańskie zaatakowały Dominikanę.
- 1853 – W Wenecji odbyła się premiera opery La Traviata Giuseppe Verdiego.
- 1862:
  - Spłonął zamek w hiszpańskiej Segowii.
  - Wojna secesyjna: rozpoczęła się bitwa pod Pea Ridge.
- 1877 – António José de Ávila został po raz trzeci premierem Portugalii.
- 1880 – Otwarto Narodową Galerię Kanady w Ottawie.
- 1882 – Księstwo Serbii zostało przekształcone w Królestwo Serbii.
- 1885 – Francuski astronom Alphonse Borrelly odkrył planetoidę (246) Asporina.
- 1890 – Żydowscy emigranci z Polski założyli osadę (dziś miasto w Izraelu) Rechowot.
- 1891 – Johannes Steen został premierem Norwegii.
- 1895 – Wojna chińsko-japońska: zwycięstwo wojsk japońskich w bitwie pod Yingkou.
- 1899 – W Niemczech została zarejestrowana aspiryna produkowana przez koncern Bayer.
- 1900 – 46 górników zginęło w wyniku eksplozji w kopalni węgla kamiennego w hrabstwie Fayette w amerykańskim stanie Wirginia Zachodnia.
- 1901 – W Bremie doszło do nieudanej próby zamachu na cesarza Wilhelma II Hohenzollerna.
- 1902 – Założono klub piłkarski Real Madryt.
- 1908 – Uruchomiono komunikację tramwajową w Delhi.
- 1910 – Założono niemiecką Postępową Partię Ludową (FVP).
- 1914:
  - Założono serbski klub piłkarski FK Vojvodina Nowy Sad.
  - Założono szwedzki klub piłkarski Halmstads BK.
- 1918 – Sformowano Fińskie Siły Powietrzne.
- 1919 – Podczas kongresu w Moskwie utworzono Komintern.
- 1921 – Została założona Portugalska Partia Komunistyczna (PCP).
- 1923 – Otto Bahr Halvorsen został po raz drugi premierem Norwegii.
- 1925:
  - Po wygranym plebiscycie narodowościowym Belgia zaanektowała niemieckie miasta i gminy Eupen i Malmedy.
  - Utworzono Ordynariat polowy Włoch.
- 1930 – Pandeli Evangjeli został po raz drugi premierem Albanii.
- 1935 – Ukazało się pierwsze wydanie tygodnika „Das Schwarze Korps”, oficjalnego organu Schutzstaffel (SS).
- 1938:
  - Hiszpańska wojna domowa: zwycięstwo floty republikańskiej w bitwie koło przylądka Palos.
  - Na odbywającym się w Berlinie I Kongresie Polaków w Niemczech uchwalono Pięć prawd Polaka.
- 1939 – W Kijowie odsłonięto pomnik Tarasa Szewczenki.
- 1940:
  - Wojna zimowa: najskuteczniejszy w historii wojen fiński snajper Simo Häyhä, który zastrzelił ponad 705 żołnierzy radzieckich, został ciężko ranny w wyniku postrzału w twarz.
  - Zwodowano francuski pancernik „Jean Bart”.
- 1942 – Zwodowano amerykański okręt podwodny USS „Amberjack”.
- 1943:
  - II wojna światowa w Afryce: zwycięstwo wojsk alianckich w bitwie o Medenine w Tunezji.
  - Wojna na Pacyfiku: zwycięstwo Amerykanów w bitwie w Cieśninie Blackett (Wyspy Salomona).
- 1944:
  - Bitwa o Atlantyk: zostały zatopione niemieckie okręty podwodne U-744(inne języki) (12 zabitych i 40 uratowanych) i U-973 (51 zabitych i 2 uratowanych).
  - Rozpoczęto mobilizację mężczyzn urodzonych w latach 1908–1924 do kolaboracyjnej Białoruskiej Obrony Krajowej.
- 1945:
  - Front wschodni: rozpoczęła się ostatnia w trakcie wojny niemiecka ofensywa (operacja „Frühlingserwachen”), skierowana przeciwko wojskom radzieckim i bułgarskim w rejonie jeziora Balaton na Węgrzech.
  - Petru Groza został premierem Rumunii.
- 1946 – Wietnam i Francja podpisały porozumienie uznające Republikę Wietnamu za państwo wolne, z własnym rządem, parlamentem i wojskiem, ale stanowiące część federacji indochińskiej Unii Francuskiej.
- 1947 – Zakończył się proces załogi Dachau (US vs. Willi Fischer i inni).
- 1951:
  - Premiera amerykańskiego thrillera Czternaście godzin w reżyserii Henry’ego Hathawaya.
  - W Nowym Jorku rozpoczął się proces Juliusa i Ethel Rosenbergów, oskarżonych o szpiegostwo na rzecz ZSRR.
- 1953 – Po śmierci Józefa Stalina nowym premierem ZSRR i p.o. pierwszego sekretarza KC KPZR został Gieorgij Malenkow.
- 1957:
  - Ghana uzyskała niepodległość (od Wielkiej Brytanii).
  - Izrael wycofał się z półwyspu Synaj i ze Strefy Gazy.
- 1964:
  - Dokonano oblotu radzieckiego myśliwca MiG-25.
  - Konstantyn II został królem Grecji.
- 1967 – Córka Józefa Stalina, Swietłana Alliłujewa, poprosiła o azyl polityczny w amerykańskiej ambasadzie w Nowym Delhi.
- 1968 – 63 osoby zginęły w katastrofie francuskiego Boeinga 707 na Gwadelupie.
- 1969 – Terroryści z Ludowego Frontu Wyzwolenia Palestyny zdetonowali bombę podłożoną w stołówce w Uniwersytecie Hebrajskim w Jerozolimie. Rannych zostało 29 studentów.
- 1970 – Trzech członków organizacji terrorystycznej Weatherman zginęło w przypadkowej eksplozji bomby domowej roboty w piwnicy domu w Nowym Jorku.
- 1971:
  - Ukazało się pierwsze wydanie indonezyjskiego tygodnika „Tempo”.
  - W pożarze jednego z oddziałów Kliniki Psychiatrii Uniwersytetu Zuryskiego zginęło 28 pacjentów, a 15 odniosło obrażenia.
- 1975:
  - Wiceprezydent Iraku Saddam Husajn i szach Iranu Mohammad Reza Pahlawi zawarli w Algierze porozumienie w sprawie uregulowania sporu granicznego.
  - W programie „Good Night America” w stacji ABC wyemitowano po raz pierwszy w telewizji amatorski film Abrahama Zaprudera, przedstawiający zamach na prezydenta Johna F. Kennedy’ego, do którego doszło 22 listopada 1963 w Dallas.
- 1976 – 127 osób zginęło w katastrofie należącego do Aerofłotu Iła-18 w Armenii.
- 1979 – Papież Jan Paweł II rozpoczął pisanie swego testamentu.
- 1980:
  - Pisarka Marguerite Yourcenar jako pierwsza kobieta została wybrana do Akademii Francuskiej.
  - Założono Park Narodowy Komodo w Indonezji.
- 1983 – W przedterminowych wyborach do zachodnioniemieckiego Bundestagu zwyciężyła koalicja CDU/CSU i FDP.
- 1987 – Brytyjski prom pasażersko-samochodowy MS „Herald of Free Enterprise” zatonął krótko po wypłynięciu z belgijskiego portu Zeebrugge, w wyniku czego zginęły 193 osoby.
- 1988 – Brytyjscy agenci służb specjalnych zastrzelili w Gibraltarze trzech nieuzbrojonych członków IRA, podejrzewanych o przygotowywanie zamachu bombowego.
- 1992 – Po raz pierwszy uaktywnił się wirus komputerowy Michelangelo.
- 1994 – Mołdawianie odrzucili w referendum narodowym propozycję ewentualnego zjednoczenia z Rumunią.
- 1996 – I wojna czeczeńska: oddział czeczeńskich rebeliantów pod wodzą Rusłana Gełajewa dokonał rajdu na zajmowany przez wojska rosyjskie Grozny. Po zadaniu siłom federalnym ciężkich strat wycofał się dwa dni później.
- 1997 – Samuel Hinds został prezydentem Gujany.
- 1999 – Hamad ibn Isa Al Chalifa został emirem Bahrajnu.
- 2003:
  - 102 osoby zginęły w katastrofie lotu Air Algerie 6289 w algierskim mieście Tamanrasset.
  - W Watykanie odbyła się prezentacja włoskiego wydania Tryptyku rzymskiego Jana Pawła II.
- 2005 – Ulewne deszcze wywołały powodzie w saharyjskiej części Algierii, powodując śmierć 2 i obrażenia u 9 osób.
- 2007 – Co najmniej 115 szyickich pielgrzymów zginęło, a około 200 zostało rannych w samobójczym zamachu bombowym w irackim mieście Al-Hilla.
- 2008:
  - 68 osób zginęło, a 120 zostało rannych w dwóch samobójczych zamachach bombowych w Bagdadzie.
  - 8 żydowskich studentów zginęło, a 20 zostało rannych, gdy palestyński zamachowiec otworzył ogień w jesziwie Merkaz Ha-Raw w Jerozolimie.
- 2009:
  - Premier Zimbabwe Morgan Tsvangirai został ranny, a jego żona zginęła w wyniku zderzenia ich samochodu z ciężarówką.
  - Założono zespół Formuły 1 Brawn GP
- 2010 – W referendum narodowym Islandczycy odrzucili plan spłaty długów bankowych wobec obywateli holenderskich i brytyjskich.
- 2013 – Wojna domowa w Syrii: zwycięstwo rebeliantów w bitwie o Ar-Rakkę.
- 2018 – W katastrofie rosyjskiego samolotu transportowego An-26 w bazie lotniczej Hmejmim w Syrii zginęło 39 osób.
- 2021 – Spłonął Pałac Administracyjny w Suczawie.
- 2022 – Inwazja Rosji na Ukrainę: w wyniku rosyjskiego ataku rakietowego poważnie uszkodzone zostało lotnisko w Winnicy.
- 2024 – Sidiki Kaba został premierem Senegalu.

## Eksploracja kosmosu
- 1969 – Astronauci uczestniczący w misji Apollo 9, David Scott i Russell Schweickart, odbyli godzinny spacer kosmiczny.
- 1986 – Radziecka sonda Wega 1 przeleciała obok Komety Halleya.

## Urodzili się
- 1180 – Al-Kamil, sułtan Egiptu (zm. 1238)
- 1405 – Jan II, król Kastylii i Leónu (zm. 1454)
- 1459 – Jakob Fugger, niemiecki przedsiębiorca (zm. 1525)
- 1475 – Michał Anioł, włoski malarz, rzeźbiarz, architekt, poeta (zm. 1564)
- 1483 – Francesco Guicciardini, włoski polityk, historyk (zm. 1540)
- 1490 – Fridolin Sicher, szwajcarski kompozytor, organista (zm. 1546)
- 1492 – Juan Luis Vives, hiszpański humanista, pedagog (zm. 1540)
- 1495 – Luigi Alamanni, włoski poeta, polityk, agronom (zm. 1556)
- 1508 – Humajun, władca Imperium Mogołów w Indiach (zm. 1556)
- 1546 – Jan Grande, hiszpański bonifrater, święty (zm. 1600)
- 1550 – Michelangelo Naccherino, włoski rzeźbiarz, architekt (zm. 1622)
- 1585 – Francesco Cornaro, doża Wenecji (zm. 1656)
- 1619 – Savinien Cyrano de Bergerac, francuski filozof, pisarz (zm. 1655)
- 1640 – Marcantonio Barbarigo, włoski duchowny katolicki, arcybiskup ad personam Montefiascone, kardynał (zm. 1706)
- 1650 – Aleksander Janusz Zasławski, polski magnat (zm. 1682)
- 1658 – Franz Werner Tamm, niemiecki malarz (zm. 1724)
- 1660 – Franciszek II d’Este, książę Modeny i Reggio (zm. 1694)
- 1677 – Pietro Micca, włoski żołnierz, bohater narodowy (zm. 1706)
- 1706:
  - Franz Christoph von Hutten zu Stolzenfels, niemiecki duchowny katolicki, biskup Spiry, książę proboszcz Weißenburga, kardynał (zm. 1770)
  - George Pocock, brytyjski admirał (zm. 1792)
- 1714 – Jean-Baptiste Marie Pierre, francuski malarz (zm. 1789)
- 1716 – Pehr Kalm, szwedzki przyrodnik, odkrywca, pisarz (zm. 1779)
- 1725 – Henry Benedict Stuart, brytyjski kardynał (zm. 1807)
- 1733 – Filippo Casoni, włoski kardynał (zm. 1811)
- 1737 – Jowius Fryderyk Bystrzycki, polski duchowny katolicki, biskup pomocniczy nominat warszawski, astronom, fizyk, matematyk, geometra, pionier polskiej meteorologii (zm. 1821)
- 1745 – Kazimierz Pułaski, polski generał, dowódca i marszałek konfederacji barskiej, bohater walk o niepodległość USA (zm. 1779)
- 1747 – Wilhelm Kaliński, polski zakonnik, kaznodzieja, pamiętnikarz (zm. 1789)
- 1779 – Antoine-Henri Jomini, szwajcarski generał, teoretyk wojskowości (zm. 1869)
- 1781 – Alfred H. Powell, amerykański polityk (zm. 1831)
- 1784 – Anselme-Gaëtan Desmarest, francuski zoolog, pisarz (zm. 1838)
- 1785 – Karol Kurpiński, polski kompozytor, dyrygent, pedagog (zm. 1857)
- 1787 – Joseph von Fraunhofer, niemiecki astronom, fizyk (zm. 1826)
- 1792:
  - Kazimierz Janota-Bzowski, polski ziemianin, oficer (zm. 1862)
  - Jean-Jacques Willmar, luksemburski prawnik, polityk, premier Luksemburga (zm. 1866)
- 1797 – Gerrit Smith, amerykański polityk, abolicjonista (zm. 1874)
- 1798 – Jasmin, francuski poeta (zm. 1864)
- 1799 – Gustaw Dąmbski, polski hrabia, oficer, uczestnik powstania listopadowego, polityk (zm. 1863)
- 1803 – Charles Acton, brytyjski kardynał (zm. 1847)
- 1806 – Elizabeth Barrett Browning, brytyjska poetka (zm. 1861)
- 1809 – David Bates, amerykański poeta (zm. 1870)
- 1810 – George Robert Waterhouse, brytyjski przyrodnik (zm. 1888)
- 1812 – Bruno Hildebrand, niemiecki ekonomista (zm. 1878)
- 1815 – Piotr Jerszow, rosyjski pisarz (zm. 1869)
- 1823 – Karol I, król Wirtembergii (zm. 1891)
- 1827 – Giuseppe Guarino, włoski duchowny katolicki, arcybiskup Messyny, kardynał (zm. 1897)
- 1835 – Marija Uljanowa, rosyjska nauczycielka, matka Włodzimierza Lenina (zm. 1916)
- 1838 – Szymon Winawer, polski szachista pochodzenia żydowskiego (zm. 1919)
- 1839 – Ada Christen, austriacka pisarka, poetka, aktorka (zm. 1901)
- 1840 – Aleksandra Rakiewicz, polska aktorka (zm. 1898)
- 1841:
  - Maria Marta Chambon, francuska zakonnica, stygmatyczka, wizjonerka (zm. 1907)
  - Alfred Cornu, francuski fizyk (zm. 1902)
- 1844 – Zef Serembe, włoski prozaik, poeta pochodzenia albańskiego (zm. 1901)
- 1845 – Giuseppe Toniolo, włoski ekonomista, socjolog, błogosławiony (zm. 1918)
- 1846 – Zdzisław Skrzyński, polski ziemianin, polityk (zm. 1927)
- 1847:
  - Federico Andreotti, włoski malarz (zm. 1930)
  - Johann Georg Hagen, austriacki jezuita, astronom (zm. 1930)
  - Juliusz Ripper, austro-węgierski wojskowy (zm. 1914)
- 1849 – Georg Luger, niemiecki konstruktor broni palnej (zm. 1923)
- 1850 – Adolf Martens, niemiecki metalurg (zm. 1914)
- 1851 – Czesław Chęciński, polski patolog, malariolog (zm. 1916)
- 1852 – Joseph Deniker, francuski antropolog, przyrodnik pochodzenia rosyjskiego (zm. 1918)
- 1855 – Philipp Rosenthal, niemiecki przemysłowiec projektant (zm. 1937)
- 1858 – Gustav Wied, duński prozaik, poeta, dramaturg (zm. 1914)
- 1860 – Ronald Munro-Ferguson, brytyjski arystokrata, polityk (zm. 1934)
- 1861 – Kirile Kutateladze, gruziński generał (zm. 1929)
- 1862:
  - Augustinus Bludau, niemiecki duchowny katolicki, biskup warmiński (zm. 1930)
  - Eugen Rehfisch, niemiecki lekarz (zm. 1937)
- 1863 – Mikkjel Hemmestveit, norweski skoczek narciarski, kombinator norweski (zm. 1957)
- 1865 – Duan Qirui, chiński wojskowy, polityk, premier i nominalna głowa państwa (zm. 1936)
- 1866:
  - Hans Christiansen, niemiecki malarz (zm. 1945)
  - Archibald Cary Coolidge, niemiecki historyk (zm. 1928)
- 1869:
  - Robert Crawshaw, brytyjski piłkarz wodny, pływak (zm. 1952)
  - Lazër Mjeda, albański duchowny katolicki, arcybiskup Szkodry i prymas Albanii (zm. 1935)
- 1870 – Oscar Straus, austriacki kompozytor operetkowy (zm. 1954)
- 1871 – Afonso Costa, portugalski prawnik, polityk, premier Portugalii (zm. 1937)
- 1872:
  - Johan Bojer, norweski pisarz (zm. 1959)
  - Agnes Morton, brytyjska tenisistka (zm. 1952)
  - Adam Edward Stanisław Starzeński, polski botanik (zm. 1956)
- 1873:
  - Sydir Hołubowycz, ukraiński adwokat, polityk, premier Zachodnioukraińskiej Republiki Ludowej (zm. 1938)
  - Wiktor Monsiorski, polski dziennikarz, wydawca (zm. 1932)
- 1874 – Arseniusz (Żadanowski), rosyjski biskup prawosławny (zm. 1937)
- 1876 – Henryk Lamensdorf, polski architekt pochodzenia żydowskiego (zm. 1928)
- 1878 – Józef Maria Cassant, francuski trapista, błogosławiony (zm. 1903)
- 1880 – María Mercedes Prat, hiszpańska terezjanka, męczennica, błogosławiona (zm. 1936)
- 1881 – Émile Friol, francuski kolarz torowy (zm. 1916)
- 1882:
  - Charles Moss, brytyjski kolarz szosowy (zm. 1963)
  - Ansis Petrevics, łotewski prawnik, adwokat, sędzia, polityk, dziennikarz (zm. 1941)
- 1884 – Molla Mallory, norweska tenisistka (zm. 1959)
- 1885 – Władysław Wielhorski, polski historyk, politolog, polityk, poseł na Sejm RP (zm. 1967)
- 1886:
  - Fritz Goerdeler, niemiecki prawnik, polityk, antynazista (zm. 1945)
  - Henry Jamison Handy, amerykański pływak (zm. 1983)
  - Hugo Jahnke, szwedzki gimnastyk (zm. 1939)
  - Saburō Kurusu, japoński dyplomata (zm. 1954)
  - Stanisław Kwaśnik, polski dyrygent, kompozytor, pedagog (zm. 1961)
- 1888 – Ryszard Gansiniec, polski historyk, filolog klasyczny, mediewista (zm. 1958)
- 1889:
  - Arnold Fanck, niemiecki reżyser, scenarzysta i producent filmowy (zm. 1974)
  - Eduard Kohout, czeski aktor (zm. 1976)
  - Kira Oboleńska, rosyjska nauczycielka, święta nowomęczennica prawosławna (zm. 1937)
  - Leonard Olivera Buera, hiszpański duchowny katolicki, męczennik (zm. 1936)
- 1890 – Józef Gigiel-Melechowicz, polski pułkownik piechoty (zm. 1940)
- 1891 – Lothar Neumann, niemiecki architekt (zm. 1963)
- 1892:
  - Iwan Czmoła, ukraiński działacz społeczny i wojskowy (zm. 1941)
  - Edward Dzierżykraj-Morawski, polski ziemianin, dyplomata, polityk, senator RP (zm. 1961)
  - Maria Uhden, niemiecka malarka, grafik (zm. 1918)
- 1893:
  - Fritz Otto Bernert, niemiecki pilot wojskowy, as myśliwski (zm. 1918)
  - Alberto Andrés Marcovecchio, argentyński piłkarz (zm. 1958)
- 1894:
  - Marcos Croce, argentyński piłkarz, bramkarz (zm. 1978)
  - Edgar Julius Jung, niemiecki prawnik, polityk, publicysta, zamachowiec (zm. 1934)
- 1896:
  - William Fechteler, amerykański admirał (zm. 1967)
  - Wacława Sakowicz, polska pianistka, kameralistka, pedagog (zm. 1987)
  - Norodom Suramarit, król Kambodży (zm. 1960)
- 1897 – Zygmunt Strubel, polski podpułkownik kawalerii (zm. 1959)
- 1898:
  - Maria Antonia Bandres, hiszpańska zakonnica, błogosławiona (zm. 1919)
  - Douglas Håge, szwedzki aktor (zm. 1959)
- 1899:
  - René-Joseph Piérard, francuski duchowny katolicki, biskup Châlons (zm. 1994)
  - Sayagyi U Ba Khin, birmański polityk, buddyjski nauczyciel techniki medytacyjnej vipassana (zm. 1971)
- 1900:
  - Lefty Grove, amerykański baseballista (zm. 1975)
  - Józef Tkaczow, polski pułkownik, lekarz, działacz komunistyczny i społeczny (zm. 1972)
- 1901:
  - Mark Donski, radziecki reżyser filmowy pochodzenia żydowskiego (zm. 1981)
  - Juliusz Mikołajski, polski geograf, ekonomista, wykładowca akademicki (zm. 1987)
- 1902 – Jan Miodoński, polski otolaryngolog, wykładowca akademicki (zm. 1963)
- 1903:
  - Elizabeth Becker-Pinkston, amerykańska skoczkini do wody (zm. 1989)
  - Nagako, cesarzowa japońska (zm. 2000)
  - Edmund Schlink, niemiecki teolog luterański (zm. 1984)
- 1904 – José Antonio Aguirre, baskijski piłkarz, polityk nacjonalistyczny (zm. 1960)
- 1905:
  - Maria Angeles od św. Józefa Valtierra Tordesillas, hiszpańska zakonnica, męczennica, błogosławiona (zm. 1936)
  - Friederich Franzl, austriacki piłkarz (zm. 1989)
  - Johannes Leimena, indonezyjski lekarz, polityk (zm. 1977)
- 1906:
  - Lou Costello, amerykański aktor komediowy pochodzenia włoskiego (zm. 1959)
  - Stanisław Trzaska, polski nauczyciel, polityk, poseł na Sejm PRL (zm. 1993)
- 1907:
  - Konstantin Briechow, radziecki polityk (zm. 1994)
  - Bartol Čulić, chorwacki piłkarz, bramkarz (zm. 1948)
  - Józef Filipczyk, polski działacz komunistyczny (zm. 1979)
  - Józef Lachner, polski malarz, muzyk, folklorysta, nauczyciel (zm. 1990)
- 1908:
  - Zofia Jasińska-Filipowska, polska aktorka pochodzenia żydowskiego (zm. 2003)
  - Víctor Peralta, argentyński bokser (zm. 1995)
- 1909:
  - Obafemi Awolowo, nigeryjski polityk, premier Nigerii (zm. 1987)
  - Stanisław Jerzy Lec, polski poeta, satyryk, aforysta (zm. 1966)
  - Włodzimierz Puchalski, polski przyrodnik, fotograf, reżyser filmów przyrodniczych (zm. 1979)
- 1911:
  - Heinrich Homann, niemiecki polityk (zm. 1994)
  - Henryk Vogler, polski pisarz, krytyk literacki i teatralny (zm. 2005)
- 1912 – Marian Król, polski działacz związkowy (zm. 1983)
- 1913 – Jerzy Sołtan, polski architekt (zm. 2005)
- 1914 – Henryk Pietrzak, polski pilot wojskowy, as myśliwski (zm. 1990)
- 1915 – Mary Ward, australijska aktorka (zm. 2021)
- 1916:
  - Red Callender, amerykański muzyk i kompozytor jazzowy (zm. 1992)
  - Rochelle Hudson, amerykańska aktorka (zm. 1972)
- 1917:
  - Harry Coover, amerykański chemik, wynalazca (zm. 2011)
  - Donald Davidson, amerykański filozof analityczny (zm. 2003)
  - Frankie Howerd, brytyjski aktor komediowy, artysta kabaretowy (zm. 1992)
  - Oswald Karch, niemiecki kierowca wyścigowy (zm. 2009)
  - George Newberry, brytyjski kolarz torowy (zm. 1978)
- 1918 – Adolfas Ramanauskas, litewski pułkownik, uczestnik podziemia antykomunistycznego (zm. 1957)
- 1919 – Michael Karkoc, ukraiński wojskowy (zm. 2019)
- 1920:
  - Józef Czerniewicz, polski artysta fotograf (zm. 1997)
  - Jadwiga Dackiewicz, polska pisarka, eseistka, tłumaczka (zm. 2003)
  - Lewis Gilbert, brytyjski reżyser, scenarzysta i producent filmowy (zm. 2018)
  - Teodor Kufel, polski generał dywizji, działacz komunistyczny, szef WSW (zm. 2016)
  - Celina Seghi, włoska narciarka alpejska (zm. 2022)
- 1921:
  - Piero Carini, włoski kierowca wyścigowy (zm. 1957)
  - Micheasz (Charcharow), rosyjski biskup prawosławny (zm. 2005)
  - Jan Winczakiewicz, polski prozaik, poeta, tłumacz, malarz (zm. 2012)
- 1922:
  - Maria Cytowska, polska badaczka kultury antycznej, filolog klasyczny, tłumaczka (zm. 2007)
  - Włodzimierz (Nagosski), amerykański biskup prawosławny pochodzenia ukraińskiego, zwierzchnik autonomicznego Japońskiego Kościoła Prawosławnego (zm. 1997)
- 1923:
  - Heinz-Günther Lehmann, niemiecki pływak (zm. 2006)
  - Ed McMahon, amerykański komik, aktor, prezenter telewizyjny (zm. 2009)
  - Wes Montgomery, amerykański gitarzysta jazzowy (zm. 1968)
- 1924:
  - Georg Kühlewind, węgierski chemik, antropozof, pisarz, badacz duchowości, nauczyciel medytacji (zm. 2006)
  - William H. Webster, amerykański prawnik, urzędnik państwowy, dyrektor FBI i DCI (zm. 2025)
  - Janusz Wojtasiewicz, polski podporucznik, żołnierz AK, uczestnik powstania warszawskiego (zm. 1944)
- 1925:
  - Marija Kislak, radziecka pielęgniarka (zm. 1943)
  - Franciszek Morawski, polski dyplomata (zm. 1998)
  - Juliusz Powałkiewicz, polski autor książek historycznych, żołnierz AK, działacz kombatancki
- 1926:
  - Ann Curtis, amerykańska pływaczka (zm. 2012)
  - Alan Greenspan, amerykański ekonomista
  - Kim Jae-kyu, południowokoreański generał, szef wywiadu, zabójca (zm. 1980)
  - Andrzej Wajda, polski reżyser filmowy i teatralny (zm. 2016)
- 1927:
  - William Joseph Bell, amerykański scenarzysta filmowy (zm. 2005)
  - Gordon Cooper, amerykański pilot wojskowy, inżynier, astronauta (zm. 2004)
  - Lambert Croux, belgijski prawnik, polityk, eurodeputowany (zm. 2020)
  - Gabriel García Márquez, kolumbijski pisarz, laureat Nagrody Nobla (zm. 2014)
  - Mykoła Uhraicki, ukraiński piłkarz, bramkarz (zm. 1969)
- 1928:
  - Robert Clouse, amerykański reżyser filmowy (zm. 1997)
  - Georg Eder, austriacki duchowny katolicki, arcybiskup metropolita Salzburga (zm. 2015)
  - William F. Nolan, amerykański pisarz science fiction i fantasy (zm. 2021)
- 1929:
  - Tom Foley, amerykański polityk (zm. 2013)
  - Werner Großmann, niemiecki generał (zm. 2022)
  - Fazil Iskander, rosyjski pisarz (zm. 2016)
- 1930:
  - Jean Laroyenne, francuski szablista (zm. 2009)
  - Lorin Maazel, amerykański dyrygent, skrzypek, kompozytor (zm. 2014)
  - György Mitró, węgierski pływak (zm. 2010)
- 1931:
  - Janusz Badora, polski trener siatkówki
  - Carlo Galli, włoski piłkarz (zm. 2022)
  - Hal Needham, amerykański reżyser i kaskader filmowy (zm. 2013)
  - Jimmy Stewart, brytyjski kierowca wyścigowy (zm. 2008)
- 1932:
  - Marc Bazin, haitański polityk, premier i prezydent Haiti (zm. 2010)
  - Bronisław Geremek, polski historyk, wykładowca akademicki, polityk, minister spraw zagranicznych, poseł na Sejm RP i eurodeputowany pochodzenia żydowskiego (zm. 2008)
  - Jan Jindra, czeski wioślarz (zm. 2021)
  - Ilona Stawińska, polska aktorka (zm. 2011)
- 1933:
  - William Blum, amerykański historyk, dziennikarz, pisarz (zm. 2018)
  - Krishna Kumari, indyjska aktorka (zm. 2018)
  - Américo Lopes, portugalski piłkarz (zm. 2023)
  - Margareta Pogonat, rumuńska aktorka (zm. 2014)
- 1934 – Marie-France Garaud, francuska prawnik, polityk, eurodeputowana (zm. 2024)
- 1935
  - Alicja Ciężkowska, polska dyplomatka (zm. 2020)
  - Derek Kevan, angielski piłkarz (zm. 2013)
- 1936:
  - Bob Akin, amerykański kierowca wyścigowy (zm. 2002)
  - Marion Barry, amerykański polityk (zm. 2014)
  - Choummaly Sayasone, laotański wojskowy, polityk, prezydent Laosu
- 1937:
  - José Francisco Peña Gómez, dominikański polityk (zm. 1998)
  - Walentina Tierieszkowa, rosyjska inżynier, kosmonautka
- 1938:
  - Hans Candrian, szwajcarski bobsleista (zm. 1999)
  - Francesco Coccopalmerio, włoski kardynał
  - Wiktor Gajda, polski malarz, rysownik, rzeźbiarz
  - Nikołaj Manoszyn, rosyjski piłkarz, trener (zm. 2022)
  - Krystyna Szlaga, polska poetka, autorka sztuk scenicznych i słuchowisk (zm. 2016)
- 1939:
  - Kit Bond, amerykański polityk, senator, gubernator Missouri (zm. 2025)
  - Peter Glotz, niemiecki socjolog, działacz Związku Wypędzonych (zm. 2005)
  - Stanisław Kluk, polski pilot szybowcowy i samolotowy, modelarz (zm. 2016)
  - Ryszard Rubinkiewicz, polski salezjanin, biblista, tłumacz (zm. 2011)
- 1940:
  - Miguel José Asurmendi Aramendia, hiszpański duchowny katolicki, biskup Vitorii (zm. 2016)
  - Giovanni Giudici, włoski duchowny katolicki, biskup pomocniczy Mediolanu, biskup Pawii (zm. 2024)
  - Philippe Herzog, francuski ekonomista, polityk, eurodeputowany
  - Philippe Lacoue-Labarthe, francuski filozof, krytyk literacki, tłumacz (zm. 2007)
  - Krzysztof Nowicki, polski poeta, prozaik, krytyk literacki (zm. 1997)
  - Willie Stargell, amerykański baseballista (zm. 2001)
- 1941:
  - Peter Brötzmann, niemiecki saksofonista i klarnecista jazzowy (zm. 2023)
  - Romain De Loof, belgijski kolarz szosowy i torowy
  - Kálmán Ihász, węgierski piłkarz (zm. 2019)
  - George P. Wilbur, amerykański aktor, kaskader (zm. 2023)
- 1942:
  - Marian Kielec, polski piłkarz
  - Janusz Konieczny, polski nauczyciel, polityk, senator RP
  - Ben Murphy, amerykański aktor
  - Edward Olszewski, polski historyk, wykładowca akademicki (zm. 2016)
  - Flora Purim, brazylijska wokalistka jazzowa
  - Charles Tolliver, amerykański trębacz i kompozytor jazzowy
- 1943 – Dominick Lagonegro, amerykański duchowny katolicki, biskup pomocniczy Nowego Jorku pochodzenia włosko-portugalskiego
- 1944:
  - Peter Dietrich, niemiecki piłkarz
  - Micha’el Etan, izraelski wojskowy, polityk, minister nauki i technologii (zm. 2024)
  - Harold Hopkins, australijski aktor (zm. 2011)
  - Kiri Te Kanawa, nowozelandzka śpiewaczka operowa (sopran)
  - Mary Wilson, amerykańska wokalistka, członkini zespołu The Supremes
- 1945:
  - Don Reinhoudt, amerykański sztangista, trójboista siłowy, strongman (zm. 2023)
  - Ryszard Wyrzykowski, polski reżyser, scenarzysta, podróżnik (zm. 2003)
  - Noriko Yamashita, japońska siatkarka
  - Adam Zwierz, polski śpiewak operowy (bas)
- 1946:
  - Zbigniew Bielski, polski aktor (zm. 1998)
  - Catharine Garmany, amerykańska astronom
  - David Gilmour, brytyjski gitarzysta, wokalista, kompozytor, członek zespołu Pink Floyd
  - Martin Kove, amerykański aktor, reżyser i producent filmowy i telewizyjny
  - Peter Utzschneider, niemiecki bobsleista
  - Ewa Werka, polska śpiewaczka operowa (mezzosopran) (zm. 1997)
- 1947:
  - Kiki Dee, brytyjska piosenkarka
  - Dick Fosbury, amerykański lekkoatleta, skoczek wzwyż (zm. 2023)
  - Rita Gildemeister, niemiecka lekkoatletka, skoczkini wzwyż
  - Marcin Jarnuszkiewicz, polski scenograf, reżyser (zm. 2016)
  - Mwamba Kazadi, kongijski piłkarz, bramkarz (zm. 1996)
  - Sinikka Mönkäre, fińska lekarka, działaczka samorządowa, polityk
  - Maciej Pietrzyk, polski koszykarz, inżynier, wykładowca akademicki
  - Rob Reiner, amerykański aktor, reżyser i producent filmowy
  - John Stossel, amerykański dziennikarz śledczy, publicysta, pisarz pochodzenia żydowskiego
  - Konrad Szachnowski, polski aktor, reżyser teatralny
  - Iwan Wakarczuk, ukraiński fizyk, polityk, minister oświaty i nauki (zm. 2020)
  - Tadeusz Woźniak, polski piosenkarz, gitarzysta, kompozytor (zm. 2024)
- 1948:
  - Zbigniew Górny, polski kompozytor, aranżer, dyrygent
  - Ralph Hutton, kanadyjski pływak
- 1949:
  - Shaukat Aziz, pakistański polityk, premier Pakistanu
  - Anna Bełtowska-Król, polska lekkoatletka, maratonka
  - Martin Buchan, szkocki piłkarz, trener
  - Krystyna Gozdawa-Nocoń, polska inżynier, polityk, urzędniczka państwowa, wicewojewoda pomorski (zm. 2021)
  - Marek Ziółkowski, polski socjolog, polityk, senator RP
- 1950:
  - Andrzej Bartkowiak, polski operator filmowy, reżyser
  - Felix Genn, niemiecki duchowny katolicki, biskup Münster
  - Bogusław Kaczmarek, polski piłkarz, trener
  - Arthur Roche, brytyjski duchowny katolicki, biskup pomocniczy Westminsteru, biskup Leeds, arcybiskup ad personam, kardynał
  - Bruce Simpson, kanadyjski lekkoatleta, tyczkarz
  - Josef Weidenholzer, austriacki socjolog, wykładowca akademicki, polityk, eurodeputowany
  - Joanna Żółkowska, polska aktorka
- 1951:
  - Jeannot Ahoussou-Kouadio, iworyjski polityk, premier Wybrzeża Kości Słoniowej
  - Mary Austin, brytyjska menadżerka muzyczna
  - Andrzej Ellmann, polski piosenkarz, kompozytor, aranżer, producent muzyczny (zm. 2017)
  - Maria Fic, polska ekonomistka, wykładowczyni akademicka
  - Stanisław Gąsienica-Daniel, polski skoczek narciarski
  - Wolfgang Hanisch, niemiecki lekkoatleta, oszczepnik
  - Milan Hlavsa, czeski wokalista, basista, kompozytor, lider zespołu The Plastic People of the Universe (zm. 2001)
  - Gerrie Knetemann, holenderski kolarz torowy i szosowy (zm. 2004)
  - Jiří Schelinger, czeski muzyk rockowy, wokalista, kompozytor (zm. 1981)
  - Zofia Kurek, polska polityk, poseł na Sejm PRL
  - Sławomir Rosłon, polski trener lekkoatletyczny (zm. 2017)
  - Les Stevens, brytyjski bokser (zm. 2020)
  - Władimir Wigilanski, rosyjski duchowny prawosławny, publicysta, krytyk literacki
- 1952:
  - András Botos, węgierski bokser
  - Ieke van den Burg, holenderska polityk (zm. 2014)
  - John David Carson, amerykański aktor (zm. 2009)
  - Helena Lehečková, czeska językoznawczyni, pisarka, tłumaczka
  - Zbigniew Zbikowski, polski dziennikarz, pisarz
- 1953:
  - Jan Kjærstad, norweski pisarz, krytyk literacki
  - Madhav Kumar Nepal, nepalski polityk, premier Nepalu
  - Carolyn Porco, amerykańska planetolog
  - Jacklyn Zeman, amerykańska aktorka (zm. 2023)
- 1954:
  - Nikica Cukrov, chorwacki piłkarz, trener
  - István Fehér, węgierski zapaśnik
  - Joey DeMaio, amerykański basista, kompozytor, członek zespołu Manowar
  - Orlando Palacios, kubański bokser
  - Harald Schumacher, niemiecki piłkarz, bramkarz
- 1955:
  - Tadeusz Arciuch, polski psychiatra, reżyser, scenarzysta i producent filmowy
  - Wendy Boglioli, amerykańska pływaczka
  - Eutychiusz (Kuroczkin), rosyjski biskup prawosławny
  - Steve Golin, amerykański producent filmowy (zm. 2019)
  - Cyprien Ntaryamira, burundyjski polityk, prezydent Burundi (zm. 1994)
  - Gheorghe Rașovan, rumuński zapaśnik
  - Rosica Stamenowa, bułgarska lekkoatleta, sprinterka
  - Alberta Watson, kanadyjska aktorka (zm. 2015)
  - Brigitte Wujak, niemiecka lekkoatletka, skoczkini w dal
- 1956:
  - Stig Fredriksson, szwedzki piłkarz
  - Władimir Pribyłowski, rosyjski historyk, politolog, dziennikarz, obrońca praw człowieka (zm. 2016)
  - László Trócsányi, węgierski prawnik, polityk
- 1957:
  - Roland Liboton, belgijski kolarz przełajowy i szosowy
  - Alex McArthur, amerykański aktor
  - Ann VanderMeer, amerykańska wydawczyni
- 1958:
  - Vittorio Agnoletto, włoski lekarz, polityk
  - Igor Czerniawski, rosyjski muzyk, kompozytor, członek zespołów: Aya RL, Santic i Kosmetyki Mrs. Pinki
  - Eddie Deezen, amerykański aktor
  - Zdislav Tabara, czeski hokeista, trener (zm. 2008)
- 1959:
  - Tom Arnold, amerykański aktor, komik, prezenter telewizyjny
  - Javier Campos Moreno, chilijski szachista
  - Francisco José Carrasco, hiszpański piłkarz, trener
  - Roman Mądrochowski, polski piłkarz (zm. 2018)
  - Nizar Rajan, palestyński działacz polityczny, jeden z przywódców Hamasu (zm. 2009)
  - Aleh Wialiczka, białoruski lekarz, polityk
- 1960:
  - Aleksander Czernin, węgierski szachista pochodzenia ukraińskiego
  - Zbigniew Ferszt, polski siatkarz (zm. 2015)
  - Sleepy Floyd, amerykański koszykarz
  - Edgar Peña Parra, wenezuelski duchowny katolicki, arcybiskup, nuncjusz apostolski
  - Leszek Soczewica, polski generał dywizji
- 1961:
  - Didier Bouvet, francuski narciarz alpejski
  - Peter Gee, brytyjski basista, gitarzysta, klawiszowiec, członek zespołu Pendragon
  - Ivan Pudar, chorwacki piłkarz, bramkarz
  - Robert Štěrba, czeski kolarz torowy
- 1962:
  - Bengt Baron, szwedzki pływak
  - José Batista, urugwajski piłkarz
  - Andreas Felder, austriacki skoczek narciarski
  - Erika Hess, szwajcarska narciarka alpejska
  - Henning Lynge Jakobsen, duński kajakarz, kanadyjkarz
  - Michael Konsel, austriacki piłkarz, bramkarz
- 1963:
  - Kajetan Broniewski, polski wioślarz, działacz sportowy
  - Wacław Golec, polski siatkarz
  - Krystian Szuster, polski piłkarz
- 1964:
  - Madonna Wayne Gacy, amerykański muzyk, członek zespołu Marilyn Manson
  - Adam Kołodziejczyk, polski trener biathlonowy, działacz sportowy
  - Wiesław Prządka, polski akordeonista, bandoneonista, kompozytor, aranżer
  - Sandro Rosell, hiszpański działacz piłkarski
  - Yvette Wilson, amerykańska aktorka, komik (zm. 2012)
  - Yang Xiao, chińska wioślarka
- 1965:
  - Royce Alger, amerykański zapaśnik, zawodnik MMA
  - Agapit (Bewcyk), ukraiński biskup prawosławny
  - Aleksandr Chłoponin, rosyjski polityk
  - Beata Szamyjer, polska koszykarka
- 1966:
  - Maurice Ashley, amerykański szachista pochodzenia jamajskiego
  - Alan Davies, brytyjski aktor, komik, pisarz
  - Tomasz Lis, polski dziennikarz, publicysta
  - Tomasz Muchiński, polski piłkarz, bramkarz, trener
  - Paweł Sierżęga, polski historyk, wykładowca akademicki
  - Wojciech Zabołotny, polski inżynier, wykładowca akademicki
- 1967:
  - Connie Britton, amerykańska aktorka
  - Jakob Friis-Hansen, duński piłkarz, trener
  - Glenn Greenwald, amerykański prawnik, dziennikarz, pisarz
  - Dietmar Haaf, niemiecki lekkoatleta, skoczek w dal
  - Roberto Hernández, kubański lekkoatleta, sprinter (zm. 2021)
  - Robbie Hooker, australijski piłkarz
  - Peer Joechel, niemiecki bobsleista
  - Piotr Marciniak, polski dziennikarz i prezenter telewizyjny
  - Witold Roman, polski siatkarz, trener, działacz sportowy
  - Mihai Tudose, rumuński polityk
- 1968:
  - Kamil Durczok, polski dziennikarz telewizyjny i radiowy, publicysta (zm. 2021)
  - Moira Kelly, amerykańska aktorka
  - Igor Koływanow, rosyjski piłkarz, trener
  - Józef Leśniak, polski polityk, poseł na Sejm RP, wicewojewoda małopolski (zm. 2022)
  - Carla McGhee, amerykańska koszykarka, trenerka
  - Michael Romeo, amerykański muzyk, kompozytor, członek zespołu Symphony X
- 1969:
  - Tatjana Bułanowa, rosyjska piosenkarka
  - Andrea Elson, amerykańska aktorka
  - Fabio Francini, sanmaryński piłkarz
  - Nikolaj Koppel, duński pianista, dziennikarz muzyczny
  - Tari Phillips, amerykańska koszykarka
  - Nicholas Rogers, australijski aktor, model
- 1970:
  - Harini Amarasuriya, lankijska socjolożka, premier Sri Lanki
  - Stefano Battistelli, włoski pływak
  - Chris Broderick, amerykański muzyk, kompozytor
  - Shane Brolly, brytyjski aktor
  - Eric Carter, amerykański kolarz górski i BMX
  - Maciej Karłowski, polski krytyk muzyczny
  - Tsuyoshi Kōsaka, japoński zawodnik MMA
  - Nestor-Désiré Nongo-Aziagbia, środkowoafrykański duchowny katolicki, biskup Bossangoa
  - Sílvio, brazylijski piłkarz
  - Signe Byrge Sørensen, duńska aktorka, reżyserka i producentka filmowa
- 1971:
  - Aleš Čar, słoweński pisarz, publicysta
  - Leszek Dawid, polski reżyser i scenarzysta filmowy
  - Faf Larage, francuski raper
  - Richard Gay, francuski narciarz dowolny
  - Beata Gosiewska, polska działaczka samorządowa, polityk, senator RP i eurodeputowana
- 1972:
  - Catanha, hiszpański piłkarz pochodzenia brazylijskiego
  - Abdelkrim El Hadrioui, marokański piłkarz
  - Shaquille O’Neal, amerykański koszykarz
  - Dorota Piekarska, polska lekkoatletka, sprinterka
  - Peter Sendel, niemiecki biathlonista
- 1973:
  - Amina Abdellatif, francuska judoczka
  - Dotsie Bausch, amerykańska kolarka torowa i szosowa
  - Michael Finley, amerykański koszykarz
  - Lee Seo-hwan, południowokoreański aktor i pisarz
  - Peter Lindgren, szwedzki gitarzysta, kompozytor
- 1974:
  - Betty Abah, nigeryjska dziennikarka, poetka, działaczka na rzecz praw kobiet i dzieci
  - Pierdomenico Baccalario, włoski pisarz
  - Philippe Durpes, gwadelupski piłkarz
  - Guy Garvey, brytyjski gitarzysta, wokalista, członek zespołu Elbow
  - Ricardo González, kostarykański piłkarz, bramkarz
  - Jarosław Jakubowski, polski prozaik, dramaturg, poeta, dziennikarz
  - Pekka Niemelä, fiński skoczek narciarski, trener
  - Brad Schumacher, amerykański pływak, piłkarz wodny
  - Gustavo Sedano, meksykański piłkarz, bramkarz
  - Sebastian Siegel, brytyjsko-amerykański aktor, reżyser i scenarzysta filmowy, teatralny i telewizyjny
  - Semo Sititi, samoański rugbysta
  - Miika Tenkula, fiński wokalista, gitarzysta, członek zespołu Sentenced (zm. 2009)
  - Dmitriy Tomashevich, uzbecki tenisista
- 1975:
  - Aracely Arámbula, meksykańska aktorka, piosenkarka
  - Aneta Krawczyk, polska polityk
  - Scott Smith, nowozelandzki piłkarz
  - Janne Väätäinen, fiński skoczek narciarski, trener
- 1976:
  - Ken Anderson, amerykański wrestler, aktor
  - Antoine Dénériaz, francuski narciarz alpejski
  - Yannick Nézet-Séguin, kanadyjski dyrygent i pianista
  - Stjepan Tomas, chorwacki piłkarz
  - Stanisław Urban, polski hokeista, trener
- 1977:
  - Bubba Sparxxx, amerykański raper
  - Leao Butrón, peruwiański piłkarz, bramkarz
  - John Celestand, amerykański koszykarz
  - Francisco Javier Fernández, hiszpański lekkoatleta, chodziarz
  - Donaldas Kairys, litewski koszykarz, trener
  - Jorgos Karangunis, grecki piłkarz
  - Grzegorz Krzyżanowski, polski przedsiębiorca, motoparalotniarz (zm. 2014)
  - Shabani Nonda, kongijski piłkarz
  - Bogusław Saganowski, polski piłkarz plażowy, futsalista
  - Ousmane Traoré, burkiński piłkarz
- 1978:
  - Lara Cox, australijska aktorka
  - Paola Croce, włoska siatkarka
  - Thomas Godoj, polsko-niemiecki piosenkarz
  - Teruaki Kurobe, japoński piłkarz
- 1979:
  - Abdulhadi Al-Khayat, kuwejcki kulturysta, policjant, komandos
  - Anna Celińska, polska lekkoatletka, biegaczka
  - Claude Davis, jamajski piłkarz
  - Thomas Dossevi, togijski piłkarz
  - Tim Howard, amerykański piłkarz, bramkarz
  - Monika Kołodziejska, polska lekkoatletka, oszczepniczka
  - Iwona Machałek, polska judoczka
- 1980:
  - Gieorgij Bałakszyn, rosyjski bokser
  - Ľuboš Hajdúch, słowacki piłkarz, bramkarz
  - Emma Igelström, szwedzka pływaczka
  - Yeliz Özel, turecka piłkarka ręczna
  - Dawit Szengelia, gruzińsko-austriacki szachista
  - Rodrigo Taddei, brazylijski piłkarz
- 1981:
  - Tim Brown, nowozelandzki piłkarz
  - Gorka Iraizoz, hiszpański piłkarz narodowości baskijskiej
  - Miz, japońska aktorka, piosenkarka
  - Ellen Muth, amerykańska aktorka
  - Paweł Pietrzak, polski perkusista, członek zespołów: Infernal War, Warhead, Thunderbolt, Deus Mortem, Mordor i Azarath
- 1982:
  - Inga Abitowa, rosyjska lekkoatletka, biegaczka długodystansowa
  - Henrik Knudsen, duński piłkarz ręczny
  - Zlatan Muslimović, bośniacki piłkarz
- 1983:
  - Anna Ołdak, polska piosenkarka
  - Giulia Quintavalle, włoska judoczka
  - Andranik Tejmurijan, irański piłkarz pochodzenia ormiańskiego
- 1984:
  - Fernando Cuerda, hiszpański piłkarz
  - Nicolas Frey, francuski piłkarz
  - Karen Gallardo, chilijska lekkoatletka, dyskobolka
  - Anthony Johnson, amerykański zapaśnik, zawodnik MMA (zm. 2022)
  - Vincent Kayizzi, ugandyjski piłkarz
  - J.P. Kepka, amerykański łyżwiarz szybki, specjalista short tracku
  - Floé Kühnert, niemiecka lekkoatletka, tyczkarka
  - Tomasz Marczyński, polski kolarz szosowy
  - Sandile Motsa, suazyjski piłkarz
  - Dawid Muszyński, polski dziennikarz, krytyk filmowy
  - Daniël de Ridder, holenderski piłkarz
  - Mateusz Smoczyński, polski skrzypek jazzowy
- 1985:
  - Jake Herbert, amerykański zapaśnik
  - Ołeksij Poroszenko, ukraiński polityk
  - Bakaye Traoré, malijski piłkarz
  - Pretty Yende, południowoafrykańska śpiewaczka operowa (sopran)
- 1986:
  - Paul Aguilar, meksykański piłkarz
  - Charlie Mulgrew, szkocki piłkarz
  - Lucas Saatkamp, brazylijski siatkarz
  - Nick Thoman, amerykański pływak
- 1987:
  - Mário Bližňák, słowacki hokeista
  - Kevin-Prince Boateng, ghański piłkarz
  - Hannah England, brytyjska lekkoatletka, biegaczka średniodystansowa
  - Monika Gorzewska, polska siatkarka
  - Facundo Santucci, argentyński siatkarz
  - Jamie Timony, australijski aktor, muzyk
- 1988:
  - Daylis Caballero, kubańska lekkoatletka, tyczkarka
  - Agnes Carlsson, szwedzka piosenkarka
  - Marina Erakovic, nowozelandzka tenisistka pochodzenia chorwackiego
  - Darja Jurkiewicz, białoruska biathlonistka
  - Lee Seung-hoon, południowokoreański łyżwiarz szybki
  - Simon Mignolet, belgijski piłkarz, bramkarz
  - Kinga Zielińska, polska siatkarka
- 1989:
  - Dwight Buycks, amerykański koszykarz
  - Césaire Gandzé, kongijski piłkarz
  - Lee Seung-ryul, południowokoreański piłkarz
  - Agnieszka Radwańska, polska tenisistka
  - Wiktorija Żylinskajte, rosyjska piłkarka ręczna
- 1990:
  - Derek Drouin, kanadyjski lekkoatleta, skoczek wzwyż
  - Alfred N’Diaye, senegalski piłkarz
- 1991:
  - Aleksandar Dragović, austriacki piłkarz pochodzenia serbskiego
  - Marc-Antoine Gagnon, kanadyjski narciarz dowolny
  - Jagoda Gołek, polska szachistka
  - Ádám Gyurcsó, węgierski piłkarz
  - Huang Wenyi, chińska wioślarka
  - John Jenkins, amerykański koszykarz
  - Lex Luger, amerykański producent muzyczny
  - Tyler, the Creator, amerykański raper, aktor, projektant mody
- 1992:
  - Wbeymar Angulo, ormiański piłkarz pochodzenia kolumbijskiego
  - Pernille Jessing Larsen, duńska pływaczka
  - Momoko Tsugunaga, japońska piosenkarka
- 1993:
  - Malcolm Miller, amerykański koszykarz
  - Ning Zetao, chiński pływak
  - Andrés Rentería, kolumbijski piłkarz
  - Jonas Svensson, norweski piłkarz
- 1994:
  - Alicja Dyguś, polska piłkarka
  - Wesley Hoedt, holenderski piłkarz
  - Marko Mamić, chorwacki piłkarz ręczny
  - Nathan Redmond, angielski piłkarz
  - Marcus Smart, amerykański koszykarz
  - Katarzyna Wełna, polska wioślarka
  - Bartłomiej Sitek, generator frajdy
- 1995:
  - Navjeet Kaur Dhillon, indyjska lekkoatletka, dyskobolka
  - Marta Pamuła, polska siatkarka
  - Aminu Umar, nigeryjski piłkarz
- 1996:
  - Christian Coleman, amerykański lekkoatleta, sprinter
  - Eftimis Kuluris, grecki piłkarz
  - Mojca Sagmeister, słoweńska pływaczka
  - Maksym Tretjakow, ukraiński piłkarz
  - Yan Han, chiński łyżwiarz figurowy
  - Timo Werner, niemiecki piłkarz
- 1997:
  - Alisha Boe, norweska aktorka, piosenkarka pochodzenia somalijskiego
  - Evan McEachran, kanadyjski narciarz dowolny
  - Bojana Milenković, serbska siatkarka
- 1998:
  - Dawid Fedeńczak, polski piłkarz ręczny
  - Ian Smith, kostarykański piłkarz
- 1999:
  - Ladislav Almási, słowacki piłkarz
  - Manuel Cafumana, angolski piłkarz
  - Ylena In-Albon, szwajcarska tenisistka
  - Mateusz Krzyżowski, polski pianista
  - Abdul Hakim Sani Brown, japoński lekkoatleta, sprinter pochodzenia ghańskiego
- 2000:
  - Albertini Holness, kajmański piłkarz, bramkarz
  - Roberts Plūme, łotewski saneczkarz
- 2001:
  - Álex Balboa, piłkarz z Gwinei Równikowej
  - Aryana Engineer, kanadyjska aktorka
  - Zoi Sadowski-Synnott, nowozelandzka snowboardzistka
- 2002:
  - Furkan Akar, turecki łyżwiarz szybki, specjalista short tracku
  - Karolina Drużkowska, polska siatkarka
  - Luis Rojas, chilijski piłkarz
  - Yang Shuyu, chińska koszykarka
- 2003 – Malou Prytz, szwedzka piosenkarka
- 2004:
  - Daniel de la Cruz, ekwadorski piłkarz
  - Casey Kaufhold, amerykańska łuczniczka
  - Szajma Atif Barakat Muhammad, egipska zapaśniczka
- 2005 – Juan Carlos Prado Ángelo, boliwijski tenisista
- 2007 – Anna Pezzetta, włoska łyżwiarka figurowa

## Zmarli
- 538 – Frydolin z Säckingen, benedyktyn, misjonarz, święty (ur. ?)
- 1052 – Emma z Normandii, królowa Anglii (ur. ok. 988)
- 1137 – Olegariusz, hiszpański duchowny katolicki, augustianin, biskup Barcelony, arcybiskup Tarragony (ur. ok. 1060)
- 1218 – Otto I, niemiecki duchowny katolicki, biskup Münsteru, krzyżowiec (ur. ?)
- 1253 – Róża z Viterbo, włoska tercjarka franciszkańska, święta (ur. 1233)
- 1447 – Koleta Boylet, francuska zakonnica, mistyczka, święta (ur. 1381)
- 1490 – Iwan Młodszy, książę Tweru (ur. 1458)
- 1495 – Jan II, książę brzeski i legnicki (ur. 1477)
- 1531 – Pedro Arias de Ávila, hiszpański konkwistador (ur. ok. 1443)
- 1568 – Józef Struś, polski lekarz, polityk, burmistrz Poznania (ur. 1510)
- 1597 – William Brooke, angielski arystokrata (ur. 1527)
- 1605 – Fabian Quadrantinus, polski jezuita, pisarz polemiczny pochodzenia niemieckiego (ur. 1549)
- 1606 – Zbyněk Berka z Dubé, czeski duchowny katolicki, arcybiskup metropolita praski, kardynał (ur. 1551)
- 1627 – Krzysztof Zbaraski, polski książę, polityk, dyplomata (ur. ok. 1580)
- 1630 – Paweł Iwanowicz Wołłowicz, polski szlachcic, polityk (ur. ?)
- 1658 – Ivan Bunić Vučić, chorwacki poeta (ur. 1592)
- 1675 – Giuseppe Battista, włoski poeta (ur. 1610)
- 1683 – Guarino Guarini, włoski architekt (ur. 1624)
- 1684 – Mu’an Xingtao, chiński mistrz chan i zen (ur. 1611)
- 1717 – Johann Christoph Bekmann, niemiecki historyk, kronikarz, bibliotekarz, teolog, wykładowca akademicki (ur. 1641)
- 1720:
  - Hiob Anzerski, rosyjski święty mnich prawosławny (ur. 1635)
  - Peter van Bloemen, flamandzki malarz (ur. 1657)
- 1738 – Michał Józef Sapieha, wojewoda podlaski, strażnik wielki litewski (ur. 1670)
- 1754 – Henry Pelham, brytyjski polityk, premier Wielkiej Brytanii (ur. 1694)
- 1758 – Henry Vane, brytyjski arystokrata, polityk (ur. 1705)
- 1760 – Karol Józef Erdmann Henckel von Donnersmarck, niemiecki baron, hrabia, wolny pan stanowy Bytomia (ur. 1688)
- 1762 – Antonina Amalia, księżna Brunszwiku-Lüneburga (ur. 1696)
- 1764 – Philip Yorke, brytyjski arystokrata, prawnik, polityk (ur. 1690)
- 1766 – Gregor Joseph Werner, austriacki kompozytor (ur. 1693)
- 1793 – Richard Barry, brytyjski arystokrata, hazardzista, sportowiec, entuzjasta teatru, kobieciarz pochodzenia irlandzkiego (ur. 1769)
- 1796 – Guillaume Raynal, francuski historyk, pisarz, filozof (ur. 1713)
- 1805 – Michael Karl von Althann, austriacki arystokrata, ziemianin (ur. 1741)
- 1806:
  - Damazy Mioduski, polski brygadier (ur. 1745)
  - Ludwik Marian Zieliński, polski szlachcic, polityk (ur. 1739)
- 1809:
  - Thomas Heyward Jr., amerykański polityk (ur. 1846)
  - Gabriel Taszycki, polski prawnik, publicysta, generał major ziemiański w insurekcji kościuszkowskiej (ur. 1855)
- 1829 – Piotr Bieliński, polski szlachcic, prawnik, polityk (ur. 1754)
- 1831 – Maciej Rolbiecki, polski podpułkownik, uczestnik powstania listopadowego (ur. 1886)
- 1833 – John Ward, brytyjski arystokrata, polityk (ur. 1781)
- 1836:
  - James Bowie, amerykański pionier, wojskowy (ur. 1796)
  - Davy Crockett, amerykański pionier, wojskowy, polityk (ur. 1786)
- 1837 – Jurij Lisianski, rosyjski oficer marynarki wojennej, podróżnik, odkrywca pochodzenia ukraińskiego (ur. 1773)
- 1842 – Constanze Mozart, austriacka śpiewaczka, żona Wolfganga Amadeusa (ur. 1762)
- 1844:
  - Gabriel Duvall, amerykański polityk, prawnik, sędzia Sądu Najwyższego (ur. 1752)
  - Sumner Lincoln Fairfield, amerykański poeta, prozaik (ur. 1803)
- 1846 – Nikołaj Polewoj, rosyjski pisarz, publicysta, historyk, wydawca (ur. 1796)
- 1851 – Aleksandr Alabjew, rosyjski kompozytor (ur. 1787)
- 1854 – Charles Vane, brytyjski arystokrata, wojskowy, polityk, dyplomata (ur. 1778)
- 1860 – Friedrich Dotzauer, niemiecki kompozytor, wiolonczelista (ur. 1783)
- 1866 – William Whewell, brytyjski polihistor, wykładowca akademicki (ur. 1794)
- 1867 – Peter von Cornelius, niemiecki malarz (ur. 1783)
- 1873 – Henry Lowry-Corry, brytyjski arystokrata, polityk (ur. 1803)
- 1875 – Angelika Palli, grecka poetka, pisarka, tłumaczka, intelektualistka, emancypantka, działaczka niepodległościowa (ur. 1798)
- 1876 – Władysław Gruszecki, polski prawnik, ekonomista, polityk (ur. 1812)
- 1883 – Karl Witte, niemiecki prawnik, badacz twórczości Dantego (ur. 1800)
- 1884 – Camillo di Pietro, włoski kardynał, nuncjusz apostolski, kamerling (ur. 1806)
- 1885:
  - Ireneo Aleandri, włoski architekt, budowniczy (ur. 1795)
  - Karol Wild, polski księgarz, wydawca, polityk (ur. 1824)
- 1887:
  - Leon Hipolit Chlebowski, polski prawnik, uczestnik powstania listopadowego (ur. 1802)
  - Józef Cybichowski, polski duchowny katolicki, biskup pomocniczy gnieźnieński (ur. 1828)
  - Olimpi Panow, bułgarski major, polityk, minister wojny (ur. 1852)
- 1888:
  - Louisa May Alcott, amerykańska pisarka (ur. 1832)
  - Stephen V. Harkness, amerykański przedsiębiorca (ur. 1818)
- 1889 – Max Waller, belgijski poeta, dramaturg, nowelista, krytyk literacki (ur. 1860)
- 1892:
  - Edwards Pierrepont, amerykański adwokat, polityk (ur. 1817)
  - Paweł Popiel, polski prawnik, publicysta, konserwator zabytków, autor pamiętników, polityk (ur. 1807)
  - Mihail Popp, rumuński malarz (ur. 1827)
- 1895 – Camilla Collett, norweska pisarka, feministka (ur. 1813)
- 1897 – Lesław Boroński, polski adwokat, redaktor, działacz polityczny i społeczny (ur. 1854)
- 1898 – Andriej Popow, rosyjski admirał (ur. 1821)
- 1899:
  - Victoria Kaʻiulani, następczyni tronu Hawajów (ur. 1875)
  - József Molnár, węgierski malarz (ur. 1821)
- 1900:
  - Carl Bechstein, niemiecki przedsiębiorca, producent fortepianów i pianin (ur. 1826)
  - Gottlieb Daimler, niemiecki inżynier, konstruktor, przemysłowiec (ur. 1834)
- 1901 – (między 6 a 8 marca) Aleksander Gierymski, polski malarz (ur. 1850)
- 1902:
  - Moritz Kaposi, węgierski dermatolog pochodzenia żydowskiego (ur. 1837)
  - Vilém Kurz Starszy, czeski pisarz, polityk, zoolog, krajoznawca (ur. 1847)
- 1903 – Uriah Smith, amerykański pastor adwentystyczny (ur. 1832)
- 1905:
  - Henryk Jackowski, polski jezuita (ur. 1834)
  - John Henninger Reagan, amerykański prawnik, polityk (ur. 1818)
- 1907 – Paul Sintenis, niemiecki botanik, aptekarz (ur. 1847)
- 1909 – Gustaf Geijerstam, szwedzki pisarz (ur. 1858)
- 1914 – Michał (Grujić), serbski biskup prawosławny (ur. 1861)
- 1915 – George Cadogan, brytyjski arystokrata, polityk (ur. 1840)
- 1921 – Pio Joris, włoski malarz (ur. 1843)
- 1923 – Wincenty Gorzycki, polski historyk (ur. 1893)
- 1924 – Wilhelmina Koch, niemiecka kompozytorka pieśni sakralnych i świeckich, motetów biblijnych oraz muzyki chóralnej i instrumentalnej (ur. 1845)
- 1925 – Mieczysław Hajczyk, polski działacz komunistyczny, zamachowiec (ur. 1901)
- 1927 – Marie Spartali Stillman, brytyjska malarka pochodzenia greckiego (ur. 1844)
- 1928 – Tadeusz Sas-Zubrzycki, polski kapitan, literat, działacz społeczny (ur. 1876)
- 1929 – Otto Jaekel, niemiecki geolog, paleontolog (ur. 1863)
- 1930:
  - Herbert Gladstone brytyjski arystokrata, polityk (ur. 1854)
  - Alfred von Tirpitz, niemiecki admirał, polityk (ur. 1849)
- 1931 – Maria Kirkor, polska działaczka niepodległościowa, publicystka, uczestniczka powstania styczniowego (ur. 1840)
- 1932:
  - Władysław Bandurski, polski duchowny katolicki, biskup pomocniczy lwowski, biskup polowy (ur. 1865)
  - John Sousa, amerykański kapelmistrz, kompozytor (ur. 1854)
- 1933 – Anton Cermak, amerykański polityk, burmistrz Chicago pochodzenia czeskiego (ur. 1873)
- 1935:
  - Jean-Baptiste-Marie Budes de Guébriant, francuski duchowny katolicki, misjonarz, wikariusz apostolski Jianchangu i Kantonu (ur. 1860)
  - Aleksander Dębski, polski działacz socjalistyczny i niepodległościowy (ur. 1857)
  - Karel Hugo Hilar, czeski reżyser teatralny, dramaturg, poeta, publicysta (ur. 1885)
  - Oliver Wendell Holmes Jr., amerykański prawnik, adwokat, sędzia Sądu Najwyższego (ur. 1841)
  - Fridolf Rhudin, szwedzki aktor, komik (ur. 1895)
- 1936:
  - Rubin Goldmark, amerykański kompozytor, pianista pochodzenia żydowskiego (ur. 1872)
  - Stanisław Nowak, polski pedagog, polityk, senator RP (ur. 1859)
  - Josef Stránský, czeski dyrygent, kompozytor, marszand (ur. 1872)
- 1937 – Rudolf Otto, niemiecki teolog protestancki, filozof, religioznawca, pisarz (ur. 1869)
- 1939:
  - Ferdinand Lindemann, niemiecki matematyk, wykładowca akademicki (ur. 1852)
  - Miron, patriarcha Rumuńskiego Kościoła Prawosławnego (ur. 1868)
- 1941 – Gutzon Borglum, amerykański malarz, rzeźbiarz pochodzenia duńskiego (ur. 1867)
- 1942:
  - Konstanty Jabłoński, polski oficer, kawaler Orderu Virtuti Militari (ur. 1893)
  - Grzegorz Kurec, polski architekt, przemysłowiec, konstruktor (ur. 1863)
  - Meir Szlomo Jehuda Rabinowicz, polski rabin chasydzki (ur. 1868)
  - Roman Rybarski, polski ekonomista, polityk, poseł na Sejm RP (ur. 1887)
- 1943:
  - Leen Kullman, estońska oficer wywiadu radzieckiego (ur. 1920)
  - Hans Maier, niemiecki wioślarz, żołnierz (ur. 1909)
- 1944:
  - Stanisław Jagielski, polski podporucznik, cichociemny (ur. 1919)
  - Cezary Ponikowski, polski adwokat, pierwszy prezes NRA (ur. 1853)
- 1945:
  - Radosław Dzierżykraj-Stokalski, polski tytularny generał brygady (ur. 1880)
  - Aleksandr Gołowaczow, radziecki pułkownik (ur. 1909)
  - Rudolf Karel, czeski kompozytor, pedagog (ur. 1880)
  - Milena Pavlović-Barili, serbska malarka, poetka (ur. 1909)
- 1949 – Frederick Grubb, brytyjski kolarz szosowy (ur. 1887)
- 1950 – Albert Lebrun, francuski polityk, prezydent Francji (ur. 1871)
- 1951:
  - Ivor Novello, walijski aktor, piosenkarz, kompozytor (ur. 1893)
  - Wołodymyr Wynnyczenko, ukraiński pisarz, polityk (ur. 1880)
- 1952 – Jürgen Stroop, niemiecki funkcjonariusz nazistowski, zbrodniarz wojenny (ur. 1895)
- 1954:
  - Hermann Dietrich, niemiecki polityk (ur. 1872)
  - Karol Edward z Saksonii-Coburga-Gothy, niemiecki arystokrata, nazista (ur. 1884)
  - Charles Maerschalck, belgijski gimnastyk (ur. 1887)
  - Massimo Massimi, włoski prawnik, kardynał (ur. 1877)
- 1955 – Məhəmməd Əmin Rəsulzadə, azerski publicysta, pisarz, działacz narodowy (ur. 1884)
- 1957:
  - Georg Dreyfus, niemiecki psychiatra, neurolog, wykładowca akademicki pochodzenia żydowskiego (ur. 1879)
  - Alexander John Godley, brytyjski generał (ur. 1867)
- 1959:
  - Robert Coulondre, francuski dyplomata (ur. 1885)
  -  Rodrigo, brazylijski piłkarz (ur. 1897)
  - Fred Stone, amerykański aktor (ur. 1873)
- 1960 – Fiodor Dubkowiecki, radziecki polityk (ur. 1894)
- 1961:
  - George Formby, brytyjski piosenkarz, aktor komediowy (ur. 1904)
  - Marcello Mimmi, włoski kardynał (ur. 1882)
  - Boris Wilkicki, rosyjski polarnik, hydrograf, geodeta (ur. 1885)
- 1962:
  - María del Pilar Cimadevilla y López-Dóriga, hiszpańska Służebnica Boża (ur. 1952)
  - Charles Taylor, amerykański bokser (ur. 1903)
- 1963:
  - Bolesław Baake, polski malarz (ur. 1905)
  - Robert E. Cornish, amerykański lekarz, biolog (ur. 1903)
  - Nikołaj Dygaj, radziecki polityk (ur. 1908)
  - Ion Mihalache, rumuński porucznik, polityk, więzień sumienia (ur. 1882)
- 1964:
  - Waldemar Blatskauskas, brazylijski koszykarz pochodzenia litewskiego (ur. 1938)
  - Paweł I, król Grecji (ur. 1901)
  - Stefan Szczepaniak, polski działacz polonijny (ur. 1892)
  - Edward Van Sloan, amerykański aktor (ur. 1882)
- 1965:
  - Margaret Dumont, amerykańska aktorka (ur. 1882)
  - Jules Goux, francuski kierowca wyścigowy (ur. 1885)
  - Sonja Graf, amerykańska szachistka pochodzenia niemieckiego (ur. 1908)
  - Zbigniew Kasprzak, polski wszechstronny sportowiec, działacz sportowy (ur. 1908)
  - Herbert Morrison, brytyjski polityk (ur. 1888)
- 1966:
  - Iwan Gorszkow, radziecki polityk (ur. 1885)
  - Charles Lomberg, szwedzki lekkoatleta, wieloboista i skoczek w dal (ur. 1886)
- 1967 – Zoltán Kodály, węgierski kompozytor, etnograf (ur. 1882)
- 1968:
  - Theodor Effenberger, niemiecki architekt (ur. 1882)
  - Frans Hin, holenderski żeglarz sportowy (ur. 1906)
  - Josephine Hopper, amerykańska malarka (ur. 1883)
  - Joseph William Martin, amerykański polityk (ur. 1884)
  - Josef Meinertz, niemiecki lekarz, psychoterapeuta, wykładowca akademicki (ur. 1877)
- 1969:
  - Saturnino Ibongo Iyanga, polityk, dyplomata i dziennikarz z Gwinei Równikowej (ur. 1936)
  - Óscar Osorio, salwadorski podpułkownik, polityk, prezydent Salwadoru (ur. 1910)
  - Pastor Torao Sikara, polityk z Gwinei Równikowej (ur. 1915)
- 1970:
  - Wlastimil Hofman, polski malarz (ur. 1881)
  - Meuccio Ruini, włoski prawnik, polityk (ur. 1877)
- 1973:
  - Pearl S. Buck, amerykańska pisarka, laureatka Nagrody Nobla (ur. 1892)
  - Aleksandr Ptuszko, radziecki reżyser filmowy (ur. 1900)
- 1974:
  - Zbigniew Grabowski, polski pisarz, publicysta, tłumacz (ur. 1903)
  - Marian Józef Mika, polski historyk, archiwista, dziennikarz (ur. 1907)
- 1975:
  - Glenn Hardin, amerykański lekkoatleta, płotkarz (ur. 1910)
  - Raphael Tracey, amerykański piłkarz (ur. 1904)
- 1977:
  - Tadeusz Konarski, polski komandor porucznik (ur. 1905)
  - Grațian Sepi, rumuński piłkarz (ur. 1910)
- 1979 – Géza Kádas, węgierski pływak (ur. 1926)
- 1980 – Willem de Vries Lentsch, holenderski żeglarz sportowy (ur. 1886)
- 1981 – Henryk Zieliński, polski historyk, wykładowca akademicki (ur. 1920)
- 1982 – Ayn Rand, amerykańska pisarka, filozofka pochodzenia żydowskiego (ur. 1905)
- 1983 – Donald Maclean, brytyjski dyplomata, agent siatki szpiegowskiej Cambridge (ur. 1913)
- 1984:
  - Billy Collins Jr., amerykański bokser pochodzenia irlandzkiego (ur. 1961)
  - Chaim Lejb Fuks, polski poeta, prozaik, dziennikarz pochodzenia żydowskiego (ur. 1897)
  - Martin Niemöller, niemiecki pastor, teolog, działacz antynazistowski (ur. 1892)
  - Henry Wilcoxon, amerykański aktor (ur. 1905)
- 1985:
  - Klemens Biniakowski, polski lekkoatleta, sprinter (ur. 1902)
  - Sebastian Huber, niemiecki bobsleista (ur. 1901)
  - Szymon Lachowicz, polski działacz partyjny i samorządowy (ur. 1927)
  - Marisa Mori, włoska malarka, graficzka (ur. 1900)
- 1986:
  - Georgia O’Keeffe, amerykańska malarka (ur. 1887)
  - István Pelle, węgierski gimnastyk (ur. 1907)
- 1987:
  - Tadeusz Foryś, polski trener i działacz piłkarski (ur. 1910)
  - Wim Lagendaal, holenderski piłkarz (ur. 1909)
- 1989 – Harry Andrews, brytyjski aktor (ur. 1911)
- 1990:
  - Václav Bára, czeski piłkarz  (ur. 1908)
  - Tarō Kagawa, japoński piłkarz (ur. 1922)
  - Adam Papée, polski podporucznik, szablista (ur. 1895)
  - William F. Raborn Jr., amerykański wiceadmirał, oficer służb specjalnych (ur. 1905)
  - Luciano Ramella, włoski piłkarz, trener (ur. 1914)
  - Bertold Spuler, niemiecki historyk, orientalista, wykładowca akademicki (ur. 1911)
  - Halina Stebelska, polska historyk, archiwistka (ur. 1908)
- 1991 – Leon Roizin, amerykański neuropatolog, wykładowca akademicki pochodzenia rosyjskiego (ur. 1912)
- 1992 – Giuseppe Olmo, włoski kolarz szosowy i torowy (ur. 1911)
- 1993:
  - Walentina Borisienko, rosyjska szachistka (ur. 1920)
  - Bengt Lindblad, szwedzki zapaśnik (ur. 1925)
  - Walther Siegmund-Schultze, niemiecki muzykolog, historyk muzyki, wykładowca akademicki (ur. 1916)
- 1994:
  - Tengiz Abuładze, gruziński reżyser i scenarzysta filmowy (ur. 1924)
  - Yvonne Fair, amerykańska piosenkarka soulowa (ur. 1942)
  - Melina Mercouri, grecka aktorka, piosenkarka, polityk (ur. 1920)
  - Ken Noritake, japoński piłkarz (ur. 1922)
  - Janina Nowicka, polska aktorka (ur. 1929)
- 1995:
  - Franco Bertinetti, włoski szpadzista (ur. 1923)
  - Barbara Kwiatkowska-Lass, polska aktorka (ur. 1940)
- 1996:
  - Simon Cadell, brytyjski aktor (ur. 1950)
  - Jurandir de Freitas, brazylijski piłkarz (ur. 1940)
  - Douglas Jay, brytyjski dziennikarz, polityk (ur. 1907)
  - Zdeněk Škrland, czeski kajakarz, kanadyjkarz (ur. 1914)
- 1997:
  - Cheddi Jagan, gujański polityk, prezydent Gujany (ur. 1918)
  - Michael Manley, jamajski związkowiec, polityk, premier Jamajki (ur. 1924)
- 1998 – Adem Jashari, albański działacz narodowy, jeden z komendantów UÇK (ur. 1955)
- 1999:
  - Isa ibn Salman Al Chalifa, emir Bahrajnu (ur. 1933)
  - Wadim Matrosow, radziecki generał (ur. 1917)
  - Dennis Viollet, angielski piłkarz (ur. 1933)
- 2001:
  - Mário Covas, brazylijski inżynier, polityk, burmistrz São Paulo (ur. 1930)
  - Wołodymyr Onyśko, ukraiński piłkarz, trener (ur. 1935)
  - Jim Taylor, angielski piłkarz, trener (ur. 1917)
- 2002:
  - Chuck Chapman, kanadyjski koszykarz (ur. 1911)
  - Aminiasi Naituyaga, fidżyjski rugbysta (ur. 1973)
- 2003:
  - Helena Brodowska-Kubicz, polska historyk, wykładowczyni akademicka (ur. 1914)
  - Sławomir Bugajski, polski fizyk, działacz opozycji antykomunistycznej (ur. 1941)
  - Jan Kasiak, polski zootechnik, polityk, poseł na Sejm PRL (ur. 1929)
  - Reiz Malile, albański dyplomata, polityk (ur. 1924)
  - Antoni Mączak, polski historyk, wykładowca akademicki (ur. 1928)
  - Luděk Pachman, niemiecki szachista, publicysta pochodzenia czeskiego (ur. 1924)
  - Jerzy Woronczak, polski językoznawca, mediewista, wykładowca akademicki (ur. 1923)
- 2004:
  - Frances Dee, amerykańska aktorka (ur. 1909)
  - Stefan Szajdak, polski poeta (ur. 1910)
- 2005:
  - Hans Bethe, niemiecko-amerykański fizyk, wykładowca akademicki, laureat Nagrody Nobla (ur. 1906)
  - Dominik Buszta, polski duchowny katolicki, pasjonista, publicysta (ur. 1919)
  - Teresa Wright, amerykańska aktorka (ur. 1918)
- 2006:
  - Maurice Burlaz, francuski działacz sportowy (ur. 1921)
  - Kirby Puckett, amerykański baseballista (ur. 1960)
  - Dana Reeve, amerykańska aktorka (ur. 1961)
  - Ruth Weiss, chińska dziennikarka (ur. 1908)
- 2007:
  - Mosze Bejski, izraelski polityk, działacz syjonistyczny (ur. 1921)
  - Jean Baudrillard, francuski socjolog, filozof kultury (ur. 1929)
  - Maria Olszewska-Lelonkiewicz, polska trenerka łyżwiarstwa figurowego (ur. 1939)
- 2008:
  - Gustaw Holoubek, polski aktor, reżyser, dyrektor teatrów, pedagog, polityk, poseł na Sejm PRL i senator RP (ur. 1923)
  - Werner Ryszard Kirchner, polski pilot wojskowy, chemik (ur. 1918)
  - Stanislav Konopásek, czeski hokeista, trener (ur. 1923)
  - Peter Poreku Dery, ghański duchowny katolicki, arcybiskup Tamale, kardynał (ur. 1918)
  - Zygmunt Surowiec, polski prawnik, polityk, sekretarz Rady Państwa (ur. 1920)
- 2010:
  - Endurance Idahor, nigeryjski piłkarz (ur. 1984)
  - Mark Linkous, amerykański piosenkarz, kompozytor (ur. 1962)
- 2011:
  - Janusz Polański, polski pianista (ur. 1951)
  - Ján Popluhár, słowacki piłkarz (ur. 1935)
  - Kazimierz Świtała, polski polityk, minister spraw wewnętrznych (ur. 1923)
- 2012:
  - Jan Dawidziuk, polski duchowny, biskup Polskiego Narodowego Kościoła Katolickiego (ur. 1937)
  - Francisco Xavier do Amaral, wschodniotimorski polityk, pierwszy prezydent Timoru Wschodniego (ur. 1937)
  - Marquitos, hiszpański piłkarz (ur. 1933)
  - Donald M. Payne, amerykański polityk (ur. 1934)
  - Yale Summers, amerykański aktor (ur. 1933)
- 2013:
  - Maciej Berbeka, polski himalaista (ur. 1954)
  - Pierre Couronne, francuski malarz, rysownik (ur. 1928)
  - Ward de Ravet, belgijski aktor (ur. 1924)
  - Tomasz Kowalski, polski himalaista (ur. 1985)
  - Alvin Lee, brytyjski gitarzysta, członek zespołu Ten Years After (ur. 1944)
  - Andriej Panin, rosyjski aktor (ur. 1962)
  - Roland Trebicka, albański aktor (ur. 1947)
- 2014:
  - Alemayehu Atomsa, etiopski polityk (ur. 1969)
  - Jean-Louis Bertucelli, francuski reżyser i scenarzysta filmowy (ur. 1942)
  - Maurice Faure, francuski polityk (ur. 1922)
  - Luis Rentería, panamski piłkarz (ur. 1988)
- 2015:
  - Janusz Kałużny, polski astronom (ur. 1955)
  - Edward L. Keenan, amerykański historyk (ur. 1935)
- 2016:
  - Raymond Benjamin, australijski duchowny katolicki, biskup Townsville (ur. 1925)
  - Janusz Maciej Hereźniak, polski biolog, botanik (ur. 1935)
  - Joseph Kumuondala, kongijski duchowny katolicki, biskup Bokungu-Ikela, arcybiskup Mbandaka-Bikoro (ur. 1941)
  - Nancy Reagan, amerykańska aktorka, pierwsza dama (ur. 1921)
  - Maria Rostworowska, peruwiańska badaczka kultur andyjskich, historyk pochodzenia polskiego (ur. 1915)
  - Akira Tago, japoński psycholog, publicysta (ur. 1926)
- 2017:
  - Elżbieta Lonc, polska biolog (ur. 1951)
  - James Moynihan, amerykański duchowny katolicki, biskup Syracuse (ur. 1932)
  - Marek Ostrowski, polski piłkarz (ur. 1959)
  - Dudley Storey, nowozelandzki wioślarz (ur. 1939)
- 2018:
  - Paul Bùi Văn Đọc, wietnamski duchowny katolicki, arcybiskup metropolita Ho Chi Minh (ur. 1944)
  - Piotr Janczerski, polski wokalista, członek zespołów: Grupa Skifflowa No To Co i Bractwo Kurkowe 1791 (ur. 1938)
  - Marek Maćkowiak, polski szachista (ur. 1958)
  - Peter Nicholls, australijski pisarz, krytyk i badacz literacki (ur. 1939)
  - John Sulston, brytyjski biolog, biochemik, laureat Nagrody Nobla (ur. 1942)
  - Witalij Zub, ukraiński piłkarz, trener (ur. 1928)
- 2019:
  - Mieczysław Dachowski, polski generał dywizji (ur. 1931)
  - José Pedro Pérez-Llorca, hiszpański prawnik, polityk, minister spraw zagranicznych (ur. 1940)
  - Daniel Rudisha, kenijski lekkoatleta, sprinter (ur. 1945)
  - Carolee Schneemann, amerykańska malarka, fotografka, performerka (ur. 1939)
- 2020:
  - Wojciech Fiwek, polski reżyser i scenarzysta filmowy (ur. 1924)
  - Magdaleno Mercado, meksykański piłkarz (ur. 1944)
  - Janusz Paszyński, polski geograf, uczestnik powstania warszawskiego (ur. 1924)
  - Peter Smith, brytyjski duchowny katolicki, arcybiskup metropolita Southwark (ur. 1943)
  - McCoy Tyner, amerykański pianista jazzowy (ur. 1938)
- 2021:
  - Vilém Holáň, czeski polityk, minister obrony (ur. 1938)
  - Boris Komnenić, serbski aktor (ur. 1957)
  - Konrad Kornek, polski piłkarz (ur. 1937)
  - Winfried Lampert, niemiecki zoolog, ekolog (ur. 1941)
- 2022:
  - Jerzy Butowtt, polski geodeta, kartograf, wykładowca akademicki (ur. 1931)
  - Margit Korondi, węgierska gimnastyczka (ur. 1932)
  - Andrzej Królikowski, polski dziennikarz (ur. 1934)
  - Jan Włodzimierz Malik, polski muzyk, kompozytor, rysownik, fotograf, rzeźbiarz (ur. 1945)
  - Giuseppe Wilson, włoski piłkarz pochodzenia angielskiego (ur. 1945)
- 2023:
  - Georgina Beyer, nowozelandzka działaczka społeczna, polityk (ur. 1957)
  - Władysław Bieniek, polski prawnik, adwokat, samorządowiec, prezydent Mielca (ur. 1943)
  - Marie Krčmová, czeska językoznawczyni, bohemistka, wykładowczyni akademicka (ur. 1940)
  - Benigno Luigi Papa, włoski duchowny katolicki, biskup Oppido Mamertina-Palmi, arcybiskup Taranto (ur. 1935)
  - Ryszard Studenski, polski psycholog, wykładowca akademicki (ur. 1936)
  - Josef Vojta, czeski piłkarz (ur. 1935)
- 2024:
  - Austen Robin Crapp, australijski duchowny katolicki, biskup Aitape (ur. 1934)
  - Czesław Deptuła, polski historyk, mediewista (ur. 1937)
  - Andrzej Karcz, polski chirurg, lekkoatleta, sprinter, skoczek w dal (ur. 1936)
  - Martin Ndongo Ebanga, kameruński bokser (ur. 1966)
  - Rimas Tuminas, litewski reżyser teatralny (ur. 1952)
- 2025:
  - Meredith Belbin, brytyjski teoretyk zarządzania (ur. 1926)
  - Walter Bucher, szwajcarski kolarz szosowy i torowy (ur. 1926)
  - Dušan Čaplovič, słoweński archeolog, polityk, minister szkolnictwa, nauki, badań naukowych i sportu, wicepremier (ur. 1946)
  - Krzysztof Kononowicz, polski aktywista lokalny, działacz polityczny, osobowość internetowa, celebryta (ur. 1963)
  - Henryk Podbielski, polski filolog klasyczny, historyk filozofii, hellenista, profesor nauk humanistycznych (ur. 1939)
  - Josef Zíma, czeski aktor (ur. 1932)